# Malcolm Macrae Simpson
Malcolm Macrae Simpson, britanski general, * 1896, † 1974.